# Aeroportul Redang
Aeroportul Redang (IATA: RDN, ICAO: WMPR) este un aeroport din Redang Island⁠(d), Terengganu, Malaysia ce deservește zona Pulau Redang⁠(d). Aeroportul a fost tranzitat în 2021 de 2.365 de pasageri.
Situat la o altitudine de 3 m, aeroportul dispune de o singură pistă. Este operat de Malaysia Airports⁠(d).